# Miss B. Haven
Miss B. Haven var et dansk rockband, der eksisterede i perioden 1986-1997.
Gruppen blev skildret i Torben Skjødt Jensens dokumentarfilm Endeløse nat i 2025.

## Gruppens medlemmer
- Lise Cabble, sang, sangskriver
- Mette Mathiesen, trommer, sangskriver
- Anne Vig Skoven, guitar
- Lene Eriksen, bas
- Minna Grooss, keyboard

## Diskografi
Miss B. Haven udgav følgende albums:
- Miss B. Haven (1987)
- Ice on Fire (1988 – engelsksproget udgave af Miss B. Haven)
- On Honeymoon (1988)
- Nobody's Angel (1990)
- Mellem hjerter og spar (1991)
- Miss B. Haven (1992 – engelsksproget udgave af Mellem hjerter og spar)
- Suk & Stads (1994)
- Marta Marta (1996 – engelsksproget udgave af eksisterende numre, indspillet under navnet Marta Marta)
- Mislyde (2000 – dobbelt-cd med bedste numre, liveindspilninger, ikke-udgivet materiale mm.)